# 이키나촌
이키나촌(生名村)은 에히메현 오치군의 옛 촌이다.
2004년 10월 1일에 오치군 유게정·이와기촌·우오시마촌과 1정 3촌이 합병해 가미지마정이 되었다.

## 지리
이마바리시와 히로시마현 오노미치시의 거의 중앙에 위치하고 있었다.게이요 제도에 속하는 유인도인 이쿠나 섬과 무인도인 히라나이 섬, 쓰루시마, 쓰보키 섬, 가메지마(다케시마), 노코지마, 오시마, 고지마 및 시루시마의 9개 섬으로 이루어져 있다. 덧붙여 이쿠나 섬의 동부에 있는 이쓰쿠시마라고 불리는 반도부는 원래는 독립된 섬이었지만 다이쇼 말기 매립으로 생메이 섬과 육지로 이어지게 되었다
총면적은 3.87km²였다(생명도 3.67km², 평내도 0.10km², 학도 0.08km² 등).
외딴 섬이지만 바로 인근 인도로 가는 페리 편수도 빈번하게 운항되고 있었다.

## 역사
- 1889년 12월 15일 - 정촌제 시행에 의해 오치군 이키나촌이 성립하였다.
- 2004년 10월 1일 - 오치군 유게정·이와기촌·우오시마촌과 합병해 가미지마정이 되었다.